# Меда (Італія)
Меда (італ. Meda) — муніципалітет в Італії, у регіоні Ломбардія,  провінція Монца і Бріанца.
Меда розташована на відстані близько 500 км на північний захід від Рима, 23 км на північ від Мілана, 13 км на північний захід від Монци.
Населення — 23 554 особи (2014).

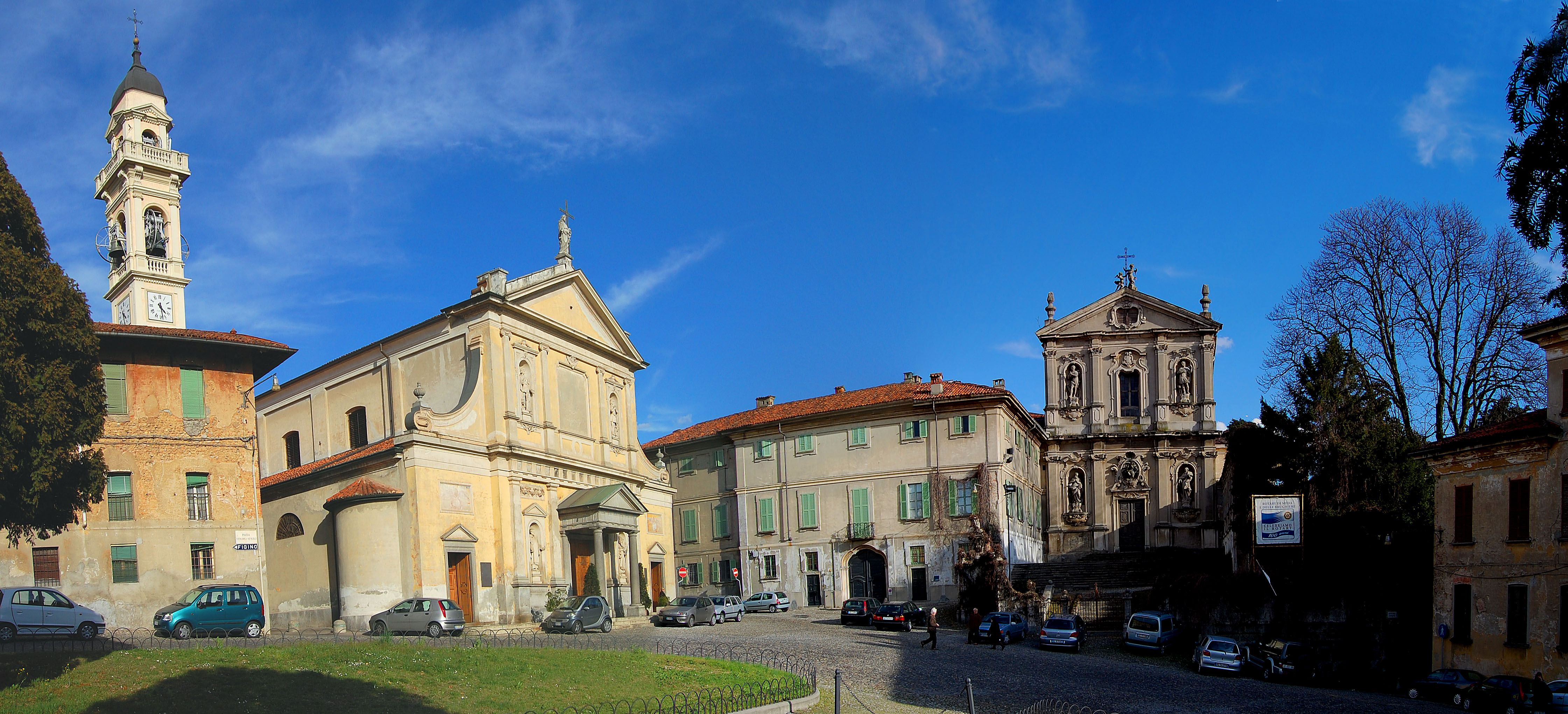

Щорічний фестиваль відбувається 8 вересня. Покровитель — Santi Aimo e Vermondo.

## Демографія
Населення за роками:

Станом на 1 січня 2023 року в муніципалітеті офіційно проживало 2015 іноземців з 75 країн, серед них 353 громадяни країн Євросоюзу та 243 громадяни України.

## Сусідні муніципалітети
- Барлассіна
- Каб'яте
- Лентате-суль-Севезо
- Сереньо
- Севезо